# Argyractis axis
Argyractis axis là một loài bướm đêm trong họ Crambidae.